# 中川猪三郎
中川猪三郎（なかがわ いさぶろう、生没年不詳）は、昭和の大阪十三（淀川区）に一家を構えたヤクザの親分。三代目山口組の組長である田岡一雄の舎弟で中川組組長。
古くからウルサイ土地柄で知られる十三で昔ながらの博徒タイプの親分として知られた。筋は通すが面倒見のよい人物。長く中川組は一本（独立組織）と思われていたが田岡組長との縁は長く周囲に人がいない時は三代目は「兄弟」とよんでいたとされる（映画監督西原儀一の証言）。当時はヤクザも筋目を大事にする風習があり、山口組の大阪進出により愚連隊の柳川組や新興団体の富士会（韓録春）が盃を貰う際も中川親分が取り持つ形となっている。
前出の西原は大阪で暴れていた時代に中川組長に目をかけられていたが、彼の目から見てもヤクザの親分という以前に大阪の深い闇の部分とコミットしていた様子であるが詳細は不明、飛田の女次郎長とも親交があったという。ちなみにやくざ映画の撮影ローケーションで十三が多かったのは、交通の激しい中心部から離れてやりやすかったのと中川親分がいたため面倒が無かったという説がある。
明友会事件（昭和35年8月9日）の当事者。田岡一雄の死後、山口組は竹中正久率いる4代目山口組と山本広率いる一和会とに分裂したが、山老会の中川は山口組最高顧問となった。